# St. Johannes (Moosburg an der Isar)
Koordinaten: 48° 28′ 7″ N, 11° 56′ 10,1″ O
Die Kirche St. Johannes in Moosburg an der Isar in Oberbayern ist eine Filialkirche der katholischen Stadtpfarrei Sankt Kastulus.

## Geschichte
Die Ursprünge der Kirche liegen in einer frühmittelalterlichen Taufkirche. Die vermutlich erste Nennung der Johanniskirche geht auf eine Urkunde des Grafen Timo von Thulbach vom 24. Juni 754 zurück, in der er statt der alten Johanneskirche eine neue, größere Kirche bauen ließ und dem Hochstift zu Freising schenkte. 1353 löste St. Johannes die vor der Stadtmauer liegende Kirche St. Michael als Pfarrkirche ab. 1598 wurde das Kastulusmünster Pfarrkirche, wenige Jahre nach Verlegung des Chorherrenstifts Moosburg nach Landshut. Nach der Säkularisation sollte die Johanniskirche nach dem Willen des Staates abgerissen werden. Nach Protesten der Bürgerschaft erwarb die Stadt 1812 die Kirche. Sie wurde profaniert und als städtischer Baustadel verwendet, bis sie 1827 wieder einem religiösen Zweck zugeführt werden konnte. Nach dem Zweiten Weltkrieg wurde die Johanniskirche von der evangelischen Kirche als Gotteshaus genutzt, ehe sie ab 1972 wieder von der katholischen Kirche genutzt wurde. Bereits 1970 ging das Kirchengebäude in den Besitz der katholischen Pfarrei. Einzig der Turm blieb Eigentum der Stadt.

## Kirchenbau
Romanischen Ursprungs und damit ältester Teil der Kirche ist das Langhausmittelschiff. Im 15. Jahrhundert kamen die beiden Seitenschiffe hinzu. Diese wurden von 1884 bis 1886 abgesenkt, um Platz für vier Rundbogenfenster je Seite am Mittelschiff zu schaffen. Die alte Sakristei wurde zu dieser Zeit abgebrochen.
Die unteren fünf Geschosse des 1533 vollendeten gotischen Turms haben an jeder Seite je drei Spitzbögen. Im sechsten Geschoss befand sich die Wohnung des Türmers, da der Turm bis ins 19. Jahrhundert als Stadtturm genutzt wurde. Das helmartige Dach ist von vier kleinen Ecktürmchen umgeben.

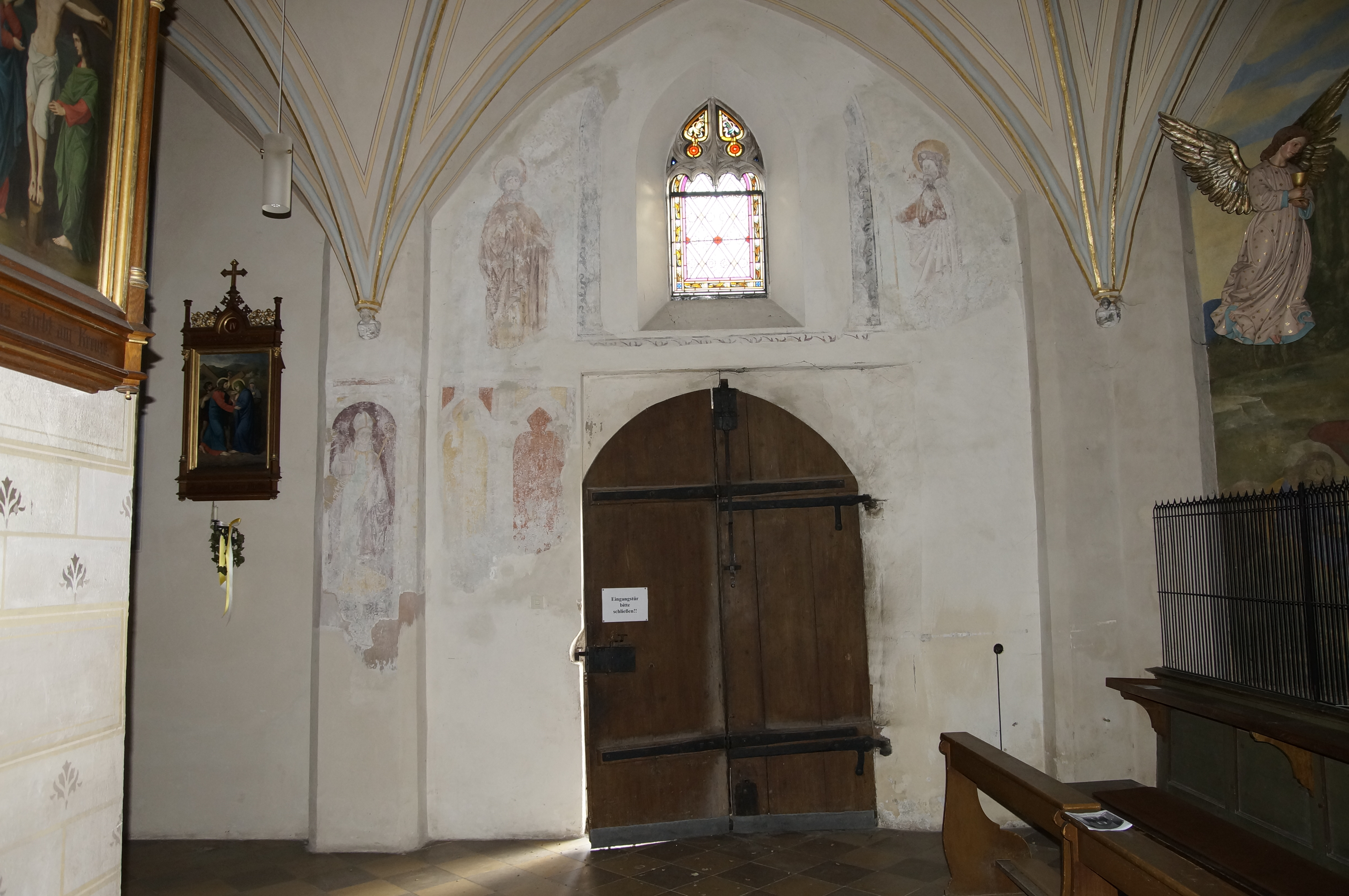
Wandbilder

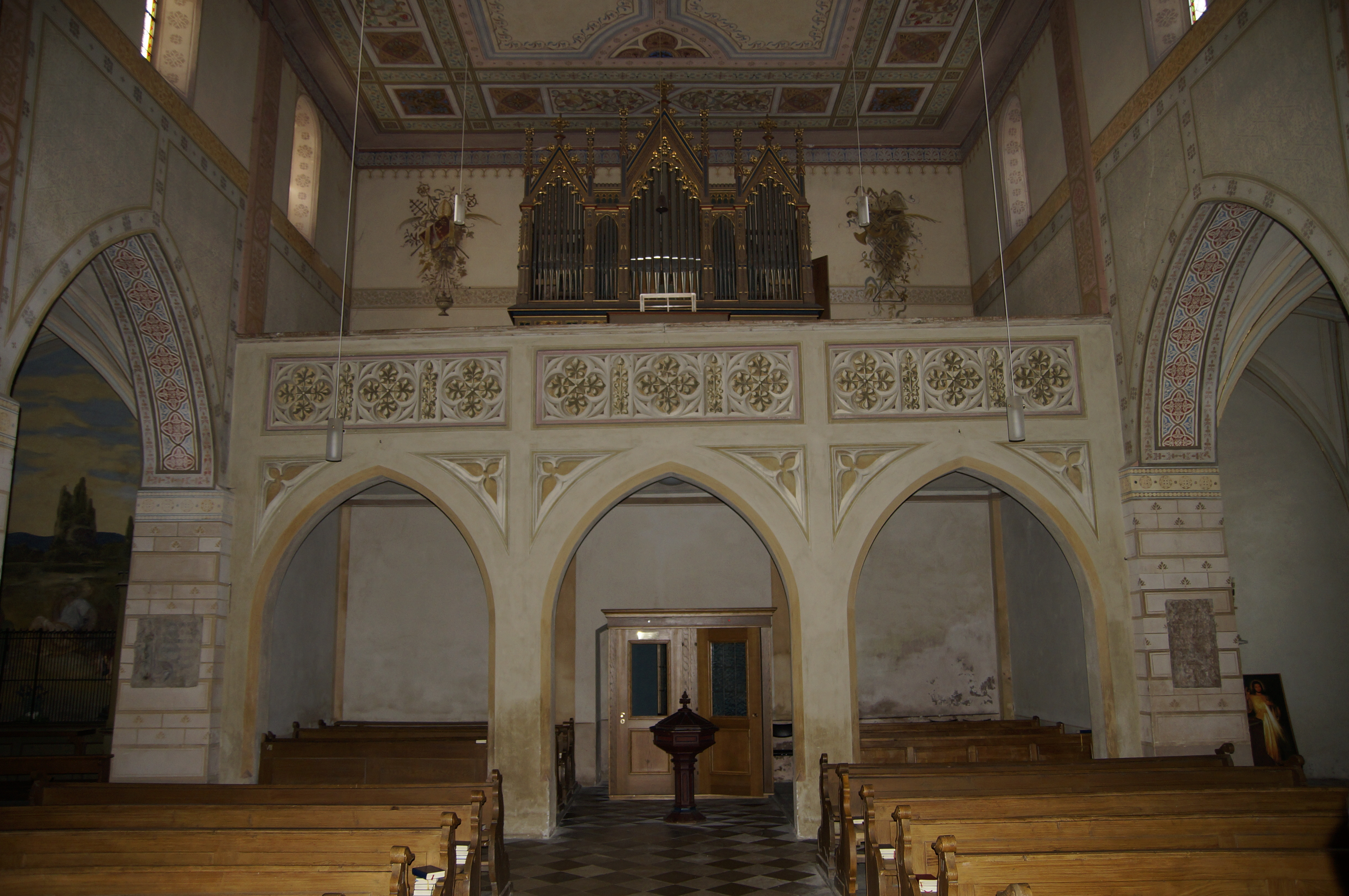
Orgelempore

## Ausstattung
Von 1517 bis 1863 stand ein Hochaltar von Hans Leinberger im Polygonalchor. Die einzig erhaltenen Flügelreliefs mit Szenen aus dem Leben des Kirchenpatrons Johannes des Täufers befinden sich heute im Staatl. Museum Berlin („Johannes tauft Christus im Jordan“) und im Diözesanmuseum Freising („Predigt des Täufers in der Wüste“).
1724 wurde die Kirche mit fünf Barockaltären ausgestattet und bereits 1761 im Rokoko-Stil umgestaltet.
Von 1884 bis 1886 wurde St. Johannes neugotisch ausgemalt und eingerichtet. Links vom Hauptaltar befindet sich der Franziskusaltar, rechts ein Marienaltar. Im linken Seitenschiff ist ein Florian-, im rechten ein Sebastianaltar.
In den Jahren 1979/80 wurden am Eingangsportal spätgotische Fresken freigelegt. Dargestellt sind die Apostel Andreas und Jakobus der Ältere, der heilige Wolfgang und vermutlich Paulus.

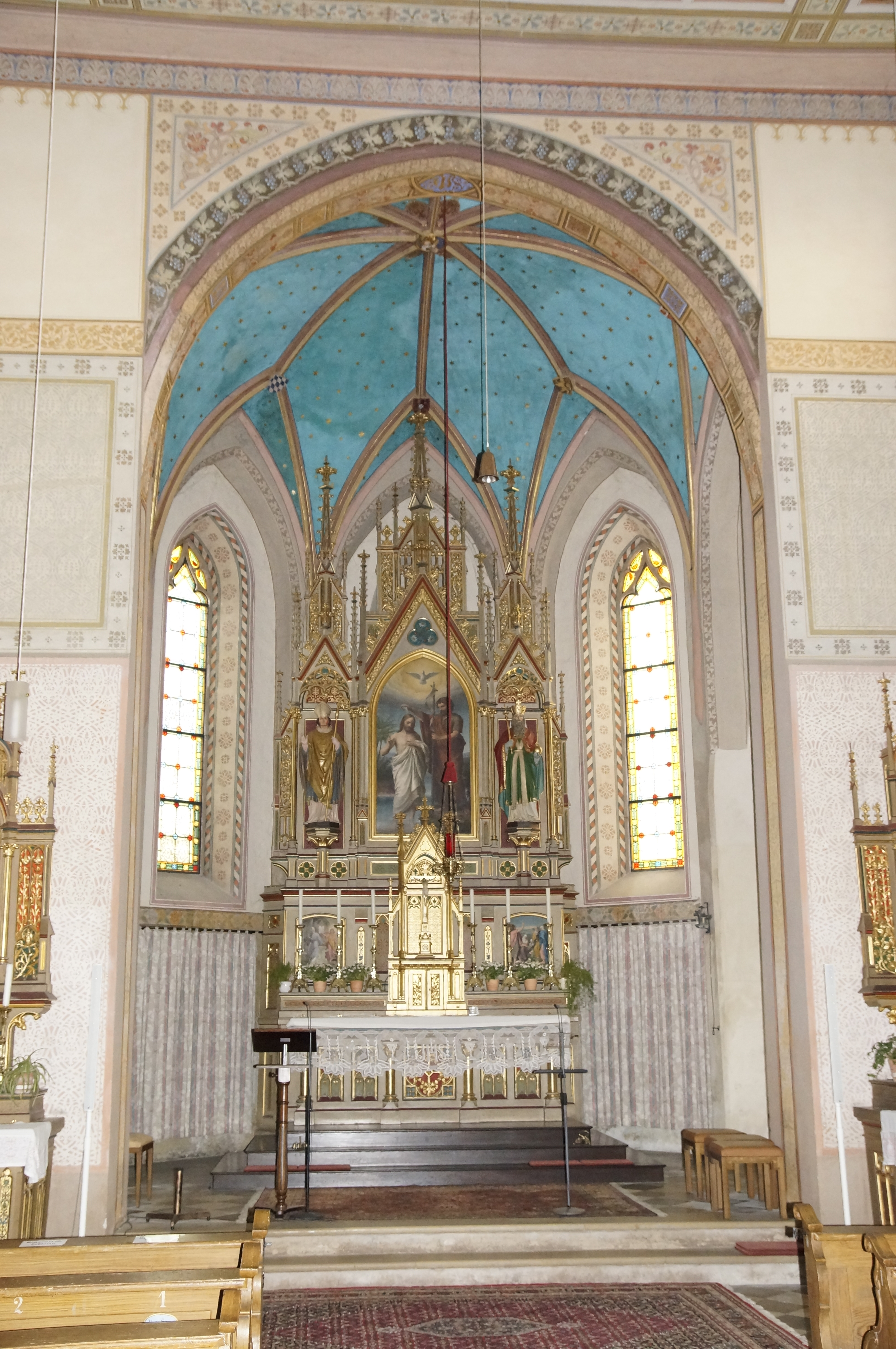
Hauptaltar
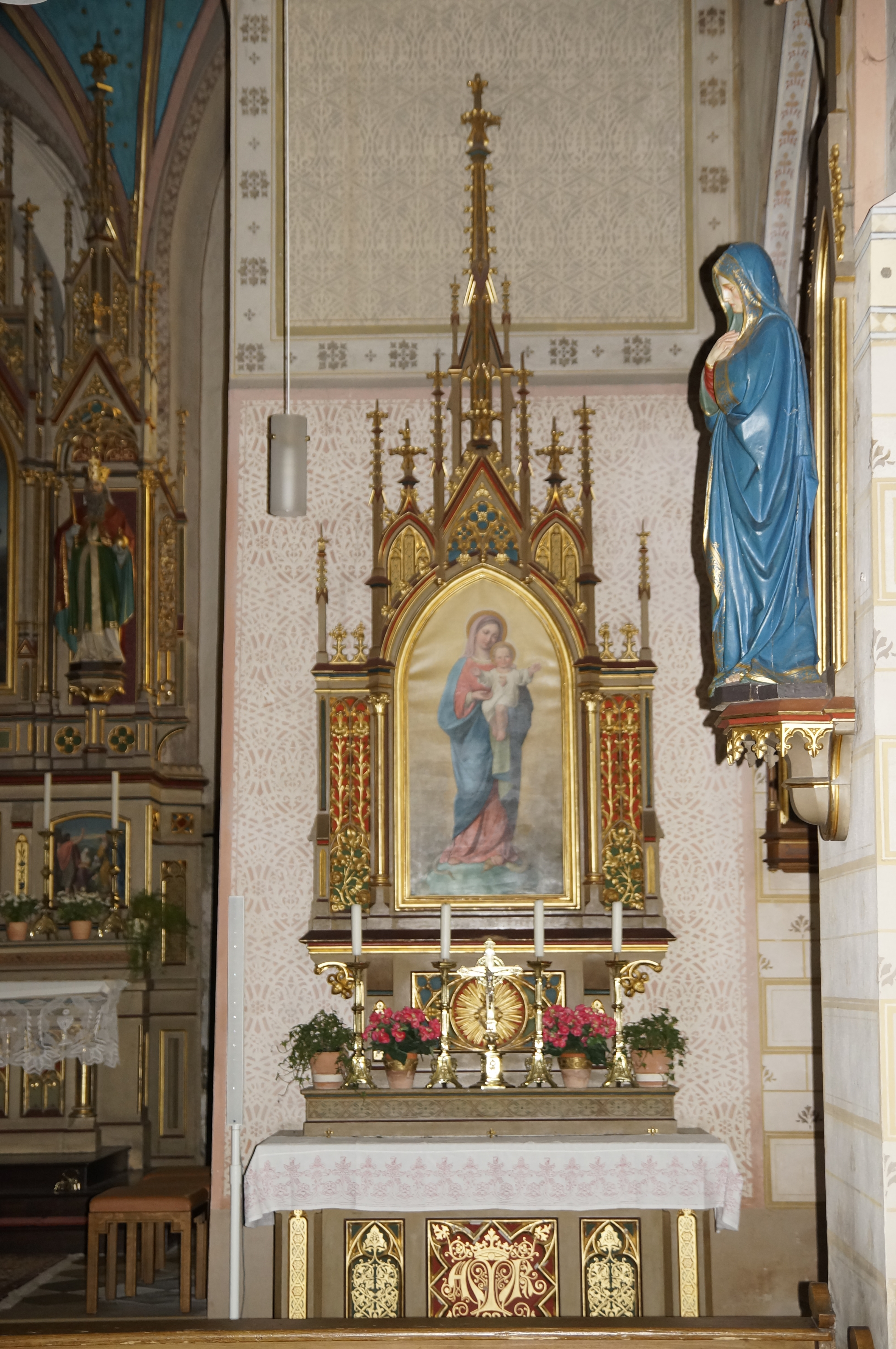
Marienaltar
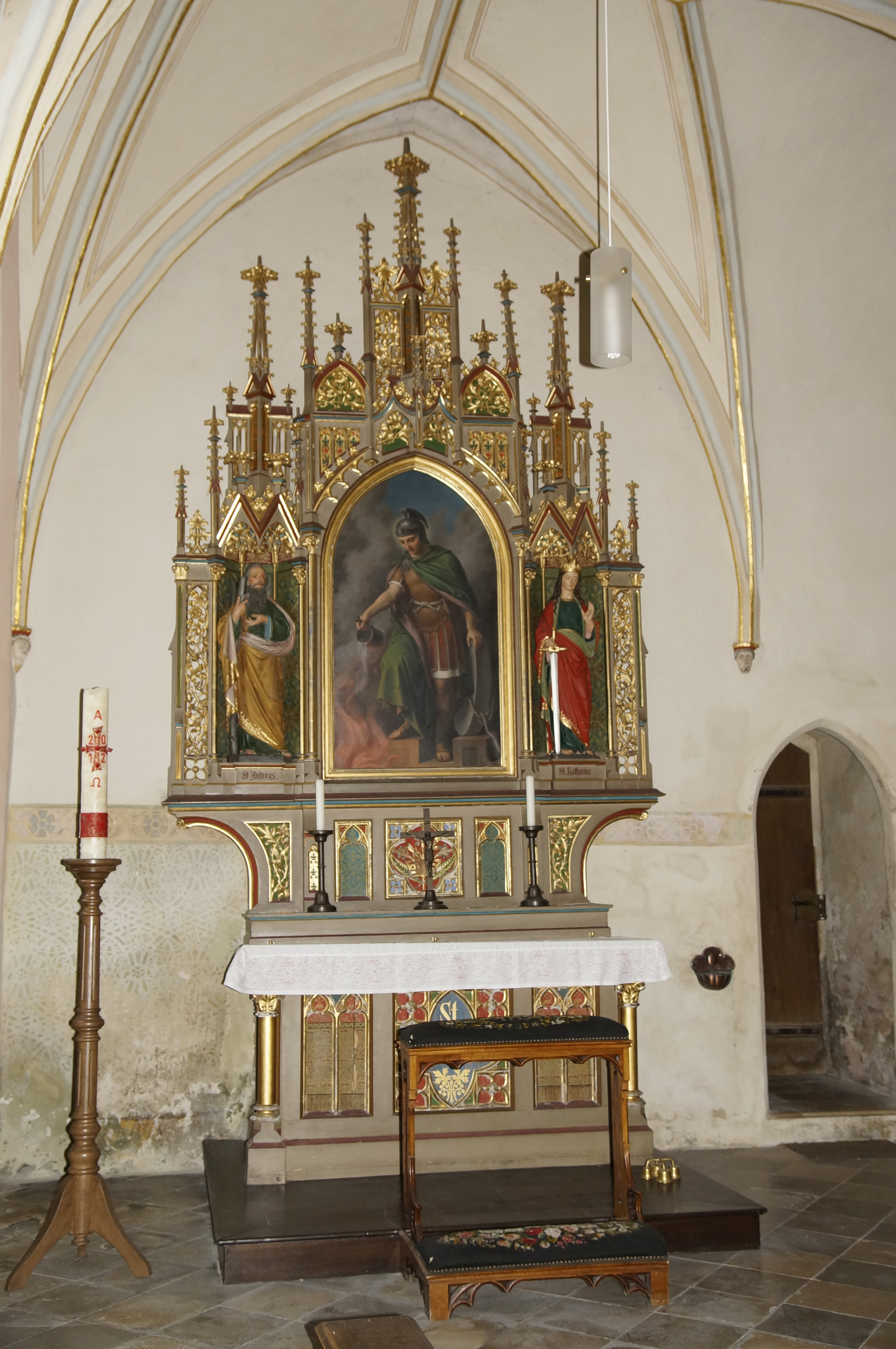
St.-Florian-Altar
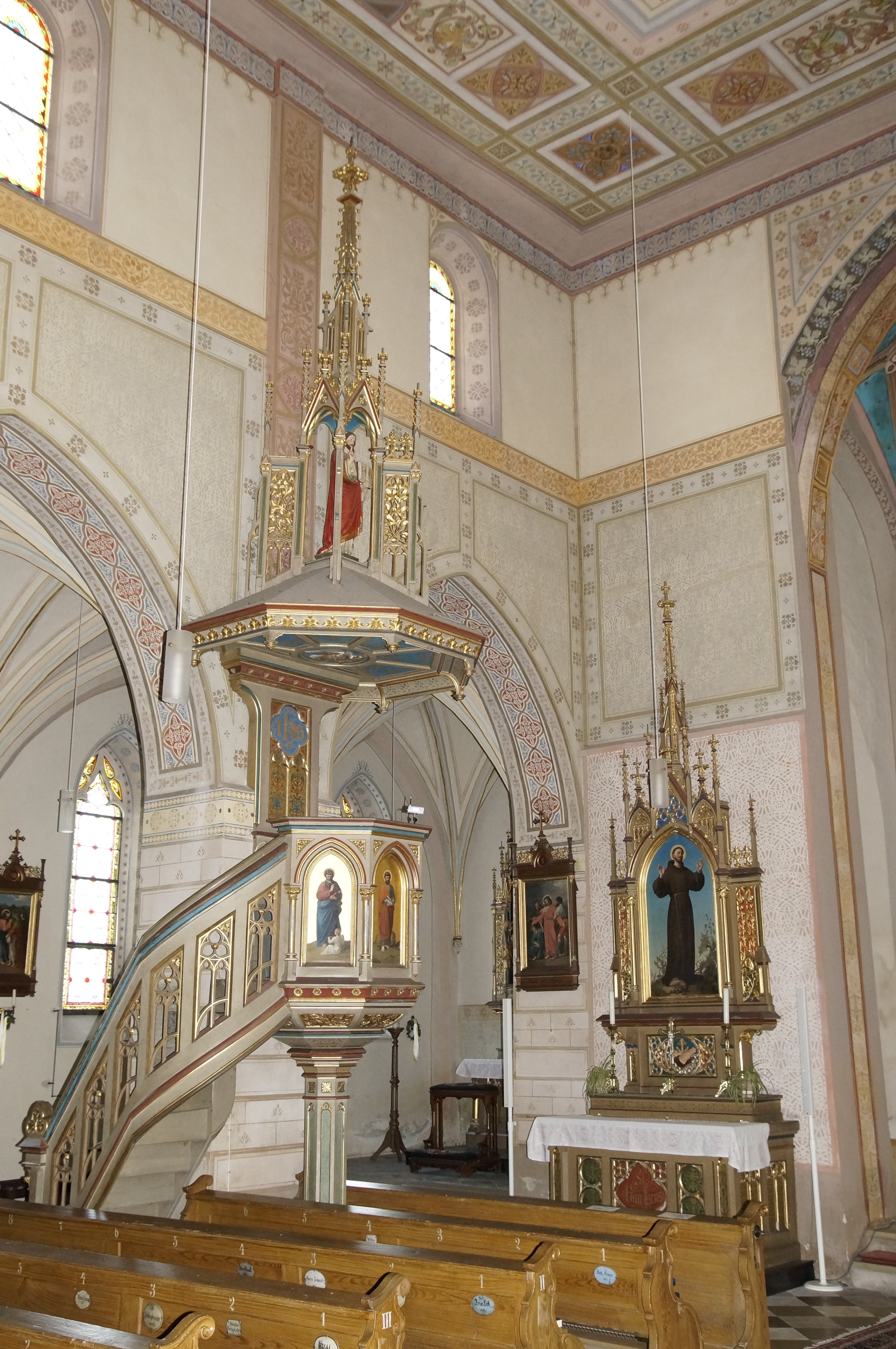
Kanzel und Franziskusaltar

## Geläut
Im Turm von St. Johannes hängen vier Glocken. Die Zügenglocke von 1530 trägt im Volksmund den Namen Sterbeglocke, nachdem ein Maria Heinrich im Jahre 1797 eine Stiftung machte, nach der dieses Glöcklein kostenlos für jeden Gestorbenen geläutet werden solle. Wegen ihres besonderen geschichtlichen und kunstgewerblichen Wertes musste keine der damals drei Glocken im Ersten und Zweiten Weltkrieg abgeliefert werden. Mit der Montierung der Johannesglocke 1954 wurden die drei alten Glocken neu intoniert, um sie mit den Glocken von St. Kastulus klanglich übereinzustimmen.
| Nr. | Name                             | Gussjahr | Gießer, Gussort            | Gewicht in kg | Durchmesser in cm | Schlagton |
| --- | -------------------------------- | -------- | -------------------------- | ------------- | ----------------- | --------- |
| 1   | Marienglocke (auch: Zwölferin)   | 1530     | Lenhard Celler, München    | 360           | 100               | as1       |
| 2   | Johannesglocke                   | 1954     | Karl Czudnochowsky, Erding | 300           | 80                | c2        |
| 3   | Meßglocke                        | 1444     | nV                         | 270           | 66                | es2       |
| 4   | Zügenglocke (auch: Sterbeglocke) | 1693     | Paulus Kopp, München       | 135           | 63                | f2        |